# フェデリコ・ヨホフ

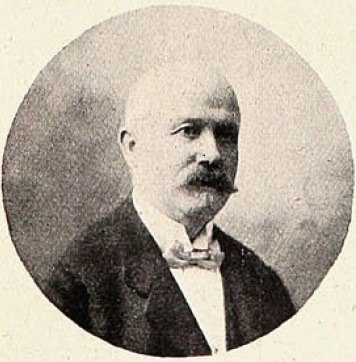
Federico Johow

フェデリコ・ヨホフ（Federico Johow、ドイツ名: Friedrich Richard Adelbert (Adelbart) Johow、1859年2月5日 - 1933年4月30日）は、ドイツ生まれで、チリで活動した植物学者、生物学者である。

## 略歴
当時プロイセン王国領であったポーゼン州コルマール（Kolmar, 現ポーランド、ヴィエルコポルスカ県ホジェッシュ:Chodzież）に生まれた。ベルリン大学で学んだ後、ボン大学で動物学、植物学を学び、1880年に博士号を得た。1882年にベルリン王立科学アカデミーの資金でベネズエラと小アンティル諸島への科学探検に参加した。1888年にボン大学の博物学の准教授となった。
1889年にサンティアゴに移住し、チリの教育大学、Instituto Pedagógico de la Universidad de Chile（現在のUMCE、Universidad Metropolitana de Ciencias de la Educación）の教授となり、1925年まで36年間、その仕事を続けた。太平洋のファン・フェルナンデス諸島の科学調査を何度か率い、1896年にファン・フェルナンデス諸島の植物誌、"Estudios sobre la flora de las Islas de Juan Fernández"　を執筆した。キク科の植物を専門とした。チリのバルディビアで没した。
シソ科の植物の属名、Johowia（現在は、Cuminia のシノニム）に献名された。

## 著作
- 1896 Estudios sobre la flora de las Islas de Juan Fernández
- 1884. Veget. West- Ind.: Vegetationsbilder aus West-Indien und Venezuela. Kosmos. Stuttgart. vol. XIV (1884) p. 415 426, XV (1884) p. 112130, 270 285, XVII (1885) p. 35 47, 183 201.